# Helictopleurus unifasciatus
Helictopleurus unifasciatus là một loài bọ cánh cứng trong họ Bọ hung (Scarabaeidae).